# پوتین (فیلم)
پوتین فیلمی به کارگردانی عبداله باکیده و نویسندگی هوشنگ جاوید ساختهٔ سال ۱۳۷۰ است.

## خلاصه داستان
گروهی بسیجی در اسارت سربازان دشمن هستند. تلاش آنها برای فرار به دلیل پاره ای اختلاف نظرها بی‌نتیجه مانده است؛ تا اینکه یک اسیر مجروح به اردوگاه آنها آورده می‌شود و او می‌گوید که پیش از دستگیری اطلاعات و اسناد مهمی را در منطقه ای خارج از اردوگاه مخفی کرده که اطلاع از آنها برای نیروهای رزمنده مهم است. به نیروهای دشمن دستور می‌رسد که منطقه اشغالی را تخلیه کنند و فرمانده دشمن به معاونش مأموریت می‌دهد که اسرا را قتل‌عام کند. اما معاون فرمانده از اجرای فرمان سرپیچی می‌کند و دستور کشتار دسته جمعی اسرا را به گوش آنها می‌رساند. در موقع اجرای حکم بین اسرا و سربازان دشمن درگیری پیش می‌آید و گروهی از اسرا موفق به فرار می‌شوند. پس از تعقیب و گریز یکی از اسرا جان سالم به در می‌برند و اطلاعات مورد نظر را به نیروهای خودی می‌رساند.

## بازیگران
- محسن مکاری
- علی شعاعی
- محمد برسوزیان
- محمد جوزانی
- حسین خانی بیک
- حسین بخشی پور
- رضا صفایی پور
- علیرضا زاهدی
- شاهین جعفری
- محمدرضا عسگری
- احمد خانی‌ها
- رسول بهارانگیز
- احمد جوهری
- احمد بخشی پور
- رضا بیات احمدی
- رضا نوروزی
- اکبر دلخاک